# 布佐酉町
布佐酉町（ふさとりまち）は、千葉県我孫子市の大字。郵便番号270-1103。

## 地理
北は都、南は布佐に隣接している。

## 世帯数と人口
2017年（平成29年）4月1日現在の世帯数と人口は以下の通りである。
| 大字     | 世帯数  | 人口  |
| -------- | ------- | ----- |
| 布佐酉町 | 297世帯 | 670人 |

## 小・中学校の学区
市立小・中学校に通う場合、学区は以下の通りとなる。
| 番地 | 小学校               | 中学校               |
| ---- | -------------------- | -------------------- |
| 全域 | 我孫子市立布佐小学校 | 我孫子市立布佐中学校 |

## 施設
- 布佐三丁目集会所
- 布佐酉町下公園
- 布佐葭立公園

## 交通

### 鉄道
地内に鉄道駅はない。布佐にある成田線の布佐駅が利用できる。